# Festival de la Cançó d'Eurovisió 2005
El Festival de la Cançó d'Eurovisió 2005 és la 50a edició del Festival de la Cançó d'Eurovisió, que es va celebrar a Kíev (Ucraïna).
Tots dos esdeveniments es van retransmetre per tot Europa. El Festival, que es va realitzar des del Palau dels Esports, al centre de Kíev, va comptar amb un aforament de 6000 espectadors. Els organitzadors esperaven que aquest espectacle impulsés la imatge d'Ucraïna al món i que augmentés el turisme, mentre que el nou govern del país va afirmar que esperaven que servís com a modest impuls perquè Ucraïna aconseguís ser a llarg termini membre de la Unió Europea.
Bulgària i Moldàvia van participar per primera vegada, mentre que Hongria va tornar després de la seva parèntesi des de 1998. S'esperava que el Líban fes també la seva primera aparició però va ser forçat a retirar-se després d'anunciar que inclouria un bloc comercial durant la interpretació de la cantant d'Israel. Els presentadors de l'esdeveniment van ser Maria "Masha" Efrosinina i el discjòquei Pavlo "Pasha" Shylko, juntament amb la guanyadora del concurs anterior, Ruslana, i els famosos germans boxejadors ucraïnesos Vitali i Wladimir Klitschko. El guanyador va rebre un trofeu especial de la mà del president de la República d'Ucraïna, Víktor Iúsxenko.
Grècia, Malta i Romania, així com la retirada Líban eren les favorites per aconseguir el triomf.
La guanyadora va ser la cançó grega "My Number One" interpretada per la cantant Helena Paparizou, que va aconseguir 230 punts, xifra la qual va significar la mitjana de vots per país més baix de qualsevol guanyador, rècord que es mantindria fins a 2011. La cançó "Àngel'' De la intèrpret de Malta, Chiara va ser la subcampiona amb 192 punts. Romania, Israel i Letònia van aconseguir el top-5. L'amfitriona Ucraïna juntament amb els membres de l'anomenat "Big Four" (Espanya, Regne Unit, França i Alemanya) van caure als últims llocs de la taula.

## Festival

### Resultat de la Semifinal (19-05-2005)

Països participants que es van classificar per a la final.
Països participants que no es van classificar per a la final.
Països que hi van participar al passat però no el 2005.

| Nº | País             | Intèrpret(s)             | Cançó               | Posició | Pts |
| -- | ---------------- | ------------------------ | ------------------- | ------- | --- |
| 01 | Finlàndia        | Geir Rönning             | Why?                | 18      | 50  |
| 02 | Letònia          | Valters & Kaža           | The war is not over | 10      | 87  |
| 03 | Irlanda          | Donna & Joseph McCaul    | Love?               | 14      | 53  |
| 04 | ARI de Macedònia | Make my day              | Alégrame el día     | 9       | 97  |
| 05 | Bulgària         | Kaffe                    | Lorraine            | 19      | 49  |
| 06 | Suïssa           | Vanilla Ninja            | Cool vibes          | 8       | 116 |
| 07 | Bèlgica          | Nuno Resende             | Le grand soir       | 22      | 29  |
| 08 | Estònia          | Suntribe                 | Let's get loud      | 20      | 31  |
| 09 | Moldàvia         | Zdob şi Zdub             | Boonika bate doba   | 2       | 207 |
| 10 | Lituània         | Laura & the Lovers       | Little by little    | 25      | 17  |
| 11 | Israel           | Shiri Maymon             | Hasheket shenish'ar | 7       | 158 |
| 12 | Dinamarca        | Jacob Sveistrup          | Talking to you      | 3       | 185 |
| 13 | Belarús          | Angelica Agurbash        | Love me tonight     | 13      | 67  |
| 14 | Països Baixos    | Glennis Grace            | My impossible dream | 15      | 53  |
| 15 | Noruega          | Wig Wam                  | In my dreams        | 6       | 164 |
| 16 | Eslovènia        | Omar Naber               | Stop                | 12      | 69  |
| 17 | Àustria          | Global Kryner            | Así                 | 21      | 30  |
| 18 | Romania          | Luminita Anghel & Sistem | Let my try          | 1       | 235 |
| 19 | Polònia          | Ivan & Delfin            | Czarna dziewczyna   | 11      | 81  |
| 20 | Islàndia         | Selma                    | If I had your love  | 16      | 52  |
| 21 | Hongria          | Nox                      | Forogj, világ!      | 5       | 167 |
| 22 | Andorra          | Marian van de Wal        | La mirada interior  | 23      | 27  |
| 23 | Croàcia          | Boris Novković & Lado    | Vukovi umiru sami   | 4       | 169 |
| 24 | Mònaco           | Lise Darly               | Tout de moi         | 24      | 22  |
| 25 | Portugal         | 2B                       | Amar                | 17      | 51  |

### Resultat de la Final (21-05-2005)
| Nº | País                 | Intèrpret(s)              | Cançó                 | Posició | Pts |
| -- | -------------------- | ------------------------- | --------------------- | ------- | --- |
| 01 | Dinamarca            | Jakob Sveistrup           | "Talking to You"      | 10      | 125 |
| 02 | Xipre                | Constantinos Christoforou | "Ela Ela"             | 18      | 46  |
| 03 | Ucraïna              | GreenJolly                | "Razom nas bahato"    | 20      | 30  |
| 04 | França               | Ortal                     | "Chacun pense à soi"  | 23      | 11  |
| 05 | Israel               | Shiri Maimon              | "Hasheket Shenish'ar" | 4       | 154 |
| 06 | Rússia               | Natalia Podolskaya        | "Nobody Hurt No One"  | 15      | 57  |
| 07 | Romania              | Luminita Anghel & Sistem  | "Let Me Try"          | 3       | 158 |
| 08 | Letònia              | Walters and Kazha         | "The War Is Not Over" | 5       | 153 |
| 09 | Regne Unit           | Javine                    | "Touch My Fire"       | 22      | 18  |
| 10 | Bòsnia i Hercegovina | Feminnem                  | "Call me"             | 14      | 79  |
| 11 | Noruega              | Wig Wam                   | "In My Dreams"        | 9       | 125 |
| 12 | Suècia               | Martin Stenmarck          | "Las Vegas"           | 19      | 30  |
| 13 | Turquia              | Gülseren                  | "Rimi Rimi Ley"       | 13      | 92  |
| 14 | Espanya              | Son de Sol                | "Brujería"            | 21      | 28  |
| 15 | Suïssa               | Vanilla Ninja             | "Cool Vibes"          | 8       | 128 |
| 16 | Moldàvia             | Zdob şi Zdub              | "Boonika bate doba"   | 6       | 148 |
| 17 | ARI de Macedònia     | Martin Vučić              | "Make My Day"         | 17      | 52  |
| 18 | Malta                | Chiara                    | "Angel"               | 2       | 192 |
| 19 | Alemanya             | Gracia                    | "Run and Hide"        | 24      | 4   |
| 20 | Albània              | Ledina Çelo               | "Tomorrow I Go"       | 16      | 53  |
| 21 | Hongria              | Nox                       | "Forogj, világ!"      | 12      | 97  |
| 22 | Croàcia              | Boris Novković            | "Vukovi umiru sami"   | 11      | 115 |
| 23 | Grècia               | Elena Paparizou           | "My Number One"       | 1       | 230 |
| 24 | Sèrbia i Montenegro  | No Name                   | "Zauvijek moja"       | 7       | 137 |

### Ordre de votació
| Ordre de votació | Ordre de votació | Ordre de votació | Ordre de votació |
| --- | --- | --- | --- |
| 1. Mònaco · 2. Hongria · 3. Moldàvia · 4. Malta · 5. Bòsnia i Hercegovina · 6. Regne Unit · 7. Estònia · 8. Ucraïna · 9. Turquia · 10. Belarús | 11. Bèlgica · 12. Rússia · 13. Dinamarca · 14. Portugal · 15. França · 16. Albània · 17. Finlàndia · 18. Xipre · 19. Àustria · 20. Andorra | 21. Suïssa · 22. Països Baixos · 23. ARI de Macedònia · 24. Grècia · 25. Alemanya · 26. Eslovènia · 27. Sèrbia i Montenegro · 28. Letònia · 29. Noruega · 30. Romania | 31. Bulgària · 32. Espanya · 33. Suècia · 34. Israel · 35. Croàcia · 36. Irlanda · 37. Polònia · 38. Lituània · 39. Islàndia |

### Màximes puntuacions
Després de la votació, els països que van rebre 12 punts en la Final van ser:
| N. | A                   | De                                                  |
| -- | ------------------- | --------------------------------------------------- |
| 10 | Grècia              | BEL · TUR · BUL · CYP · SWE · GBR · DEU · HUN · ALB |
| 3  | Letònia             | MDA · LTU · IRL                                     |
| 3  | Noruega             | DEN · ISL · FIN                                     |
| 3  | Romania             | ISR · ESP · POR                                     |
| 3  | Sèrbia i Montenegro | AUT · SUI · CRO                                     |
| 2  | Xipre               | MLT · GRE                                           |
| 2  | Croàcia             | BIH · SVN                                           |
| 2  | Moldàvia            | ROU · UKR                                           |
| 2  | Suïssa              | LAT · EST                                           |
| 2  | Turquia             | FRA · NED                                           |
| 1  | Albània             | MKD                                                 |
| 1  | Dinamarca           | NOR                                                 |
| 1  | Espanya             | AND                                                 |
| 1  | Israel              |                                                     |
| 1  | Malta               | RUS                                                 |
| 1  | Rússia              | BLR                                                 |
| 1  | Ucraïna             | POL                                                 |